# 이재용 (방송인)
이재용(李載鎔, 1966년 4월 17일 ~ )은 MBC 전 아나운서이자 현재 프리랜서 아나운서이다.
동국대학교 수학교육학 학사 및 동 언론정보대학원 언론학 석사 학위 취득한 그는 1988년 육군 학사사관 12기로 임관하여 포병 장교의 신분으로 육군 비룡부대에서 병역의 의무를 이행하였으며, 1992년 MBC 공채 아나운서로 입사했다. 2018년 10월 5일 MBC를 퇴사하고 프리랜서를 선언했다.

## 학력
- 영동고등학교
- 동국대학교 수학교육학과 학사 (1988)
- 동국대학교 언론정보대학원 신문방송학 석사 (2010)

## 경력
- MBC 아나운서 (1992년 ~ 2018년 10월 5일)
- 동국대학교 홍보대사 (2005년 5월)
- 피부암 예방 캠패인 홍보대사 (2007년 7월)
- 아동권리 홍보대사 (2007년 8월)
- 한국장애인재단 홍보대사 (2009년 4월)
- MBC 아나운서 협회장 (2009년 5월)
- 경기도 사회복지 공동모금회 사랑의 열매 홍보대사 (2009년 12월)
- MBC 아나운서국 아나운서2부 차장
- MBC 아나운서국 아나운서2부 부장 (2010년 9월)
- MBC 아나운서국 아나운서1부 부장 (2013년 2월)
- KTV, 국회방송, 지역민방 공동 제작(2020년 ~ )
- 정화예술대학교 전임교수(2020년 ~ )

## 진행

### TV

#### MBC
- MBC 뉴스데스크 《MBC 스포츠 뉴스》 (주말 : 1995년 4월 22일 ~ 1998년 4월 19일, 평일 : 1998년 4월 20일 ~ 2000년 5월 12일)
- 《우리말나들이》
- 《고향은 지금》
- 《화제집중 생방송 6시》 (1998년 ~ 2000년)
- 《생방송 화제집중》
- 《행복한 TV 가족》
- 《생방송 모닝 스페셜》 (2000년 10월 30일 ~ 2001년 8월 17일)
- 《생방송 아주 특별한 아침》
- 《퀴즈 영화탐험》
- 《찾아라! 맛있는 TV》
- 《기분 좋은 날》 (2006년 5월 1일 ~ 2011년 11월 25일, 2012년 10월 8일 ~ 2017년 8월 25일, 2017년 11월 20일 ~ 2018년 5월 18일)
- 《네버엔딩 스토리》 (2007년 11월 22일 ~ 2009년 1월 21일)
- 《불만제로 업》

#### 채널A
- 채널A 《행복한 아침》 (2019년 2월 11일 ~ 현재)

#### MBN
- MBN 《모던 패밀리》 (2020년 1월 17일 ~ 2020년 4월 24일)

### 라디오
- MBC 표준FM 《이재용 최유라의 지금은 라디오 시대》 (2005년 10월 24일 ~ 2006년 11월 12일)
- 《그건 이렇습니다 이재용입니다》 (2014년 4월 14일 ~ 2017년 6월 25일)

## 게스트

### TV

#### KBS
- KBS1 《TV는 사랑을 싣고》 (2020년 3월 20일)
- 《우리말 겨루기》 (2021년 8월 16일)
- KBS2 《불후의 명곡 - 전설을 노래하다》 (2021년 10월 9일)

#### MBC
- 《공부가 머니?》 (2020년 9월 15일)

## 수상
- 제2회 한국아나운서대회 장기범상 (2004)
- MBC 연기대상 특별 MC상 (2004)
- 대한민국 영상대전 포토제닉상 (2005)
- MBC 연기대상 TV 아나운서부문 특별상 (2008)
- 대한민국 아나운서대상 대상 (2011)